# Lancia Stratos

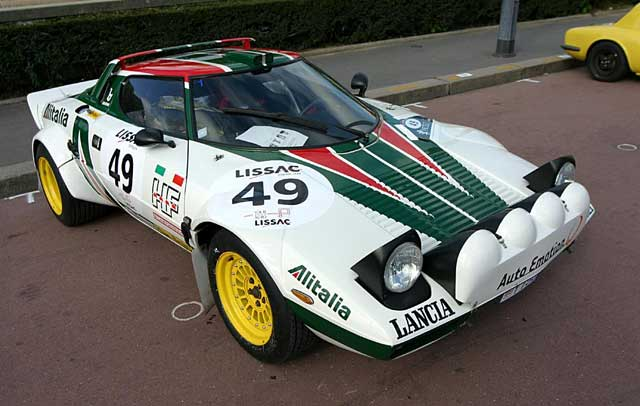
Een Stratos in Alitalia-kleuren

De Lancia Stratos HF was de eerste speciaal voor de rallysport ontwikkelde sportwagen. Het koetswerk was ontworpen door Marcello Gandini, de hoofdontwerper van ontwerpbureau Bertone. De centraal geplaatste, 2418cc-motor was afkomstig van de Ferrari Dino V6 en had standaard 140 kW en in wedstrijdtrim 209 kW. 
Het prototype van de Stratos werd gepresenteerd in 1971. In 1972 en 1973 werd de Stratos getest bij diverse wedstrijden in de Groep 5-autosportklasse. In 1973 werden 400 exemplaren geproduceerd, een voorwaarde om met een auto aan rally's te mogen deelnemen in Groep 4. In 1974, 1975 en 1976 won Lancia met de Stratos de constructeurstitel in het Wereldkampioenschap rally.
Huidige modellen:
Ypsilon
Recente modellen:
Dedra · 
Delta · 
Flavia · 
K · 
Lybra ·
Musa · 
Phedra ·
Prisma · 
Thema · 
Thesis · 
Trevi ·
Voyager - 
Y · 
Y10 · 
Z
Historische modellen na de Tweede Wereldoorlog:
2000 · 
Appia · 
Aurelia · 
Beta · 
D20 · 
D23 · 
D24 · 
D25 · 
D20 · 
Flaminia · 
Flavia · 
Fulvia · 
Gamma · 
Stratos
Historische modellen tijdens het Interbellum:
12 cil V · 
Aprilia · 
Ardea · 
Artena · 
Astura · 
Augusta · 
Dikappa · 
Dilambda · 
Kappa · 
Lambda · 
Trikappa
Historische modellen voor de Eerste Wereldoorlog:
Alfa · 
Beta 15/20HP · 
Dialfa · 
Didelta · 
Delta 20/30HP · 
Epsilon · 
Eta · 
Gamma 20HP · 
Theta · 
Zeta 12/15HP